# پائو قندر
پائو قندر (انگلیسی: Pau Cendrós؛ زادهٔ ۱ آوریل ۱۹۸۷) بازیکن فوتبال اهل اسپانیا است.
از باشگاه‌هایی که در آن بازی کرده‌است می‌توان به باشگاه فوتبال خنت، باشگاه فوتبال لوگو، باشگاه ورزشی رئال مایورکا، باشگاه فوتبال لوانته، باشگاه فوتبال آلکورکون، و باشگاه ورزشی تنریف اشاره کرد.